# Roullée

Roullée este o comună în departamentul Sarthe, Franța. În 2009 avea o populație de 253 de locuitori.

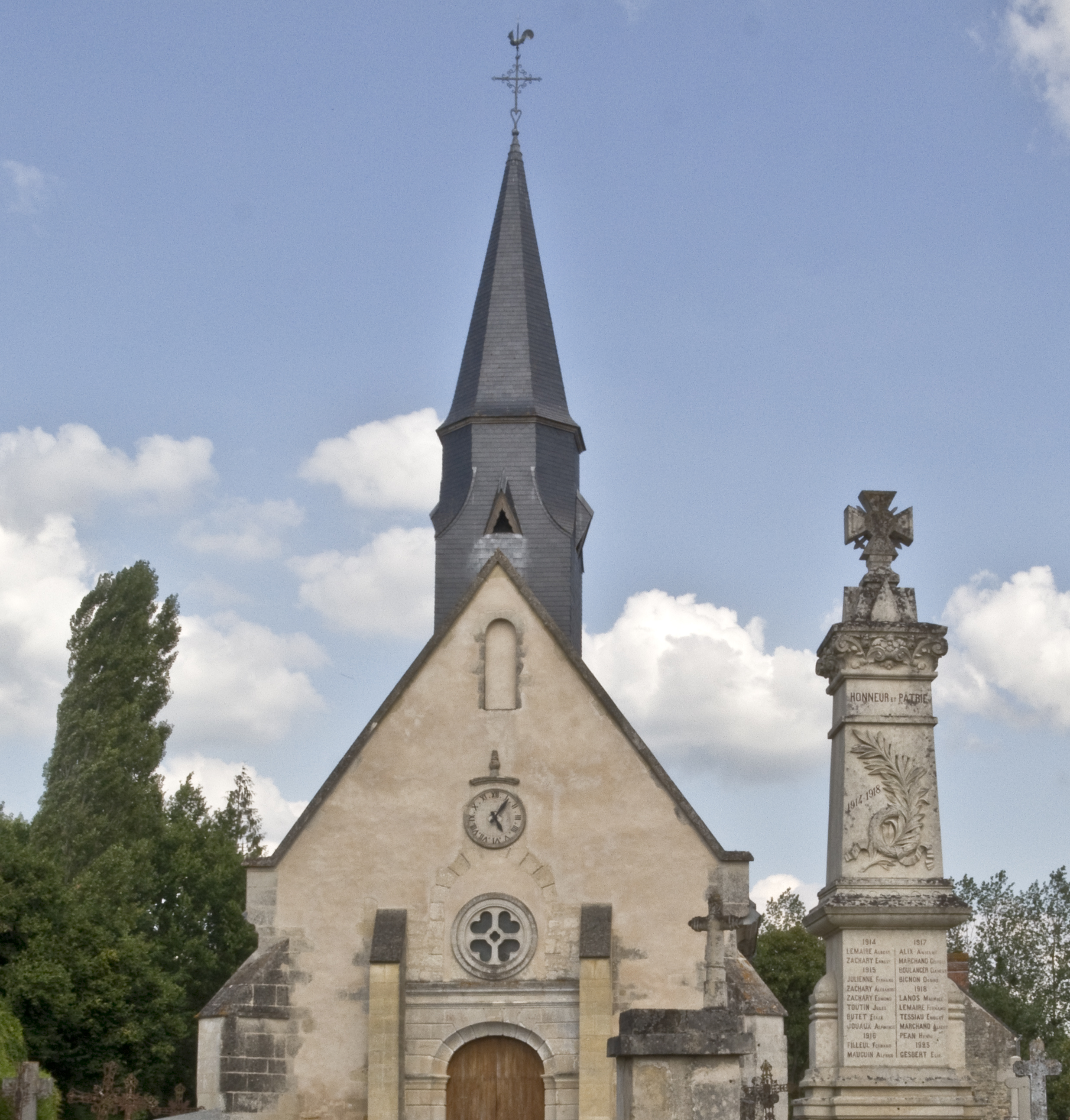
Roullée